# Fighting Force 2
Fighting Force 2 est un jeu vidéo d'action de type beat 'em up, développé par Core Design et édité par Eidos Interactive, sorti en décembre 1999 sur PlayStation et Dreamcast. C'est la suite de Fighting Force. En octobre 2011, le jeu sort également sur le PlayStation Network.

## Trame
Dans un futur relativement proche, le clonage humain est devenu réalité, mais celui-ci est interdit par des traités internationaux depuis la fin du XXe siècle. L'agence gouvernementale SI-COPS (State Intelligence Police), dont les agents sont issus des rangs de la CIA, du FBI et d'Interpol, fut créée pour combattre la vague croissante de criminalité des entreprises qui sévit dans le monde entier. Après plusieurs années d'enquête, SI-COPS a maintenant la preuve que la multinationale Nakamichi mène des recherches illégales sur le clonage. L'agence envoie donc le mercenaire Hawk Manson en mission d'infiltration top secrète afin de rechercher et de détruire toute trace de ces recherches, et d'éliminer les responsables du projet.

## Système de jeu
Le joueur incarne le mercenaire Hawk Manson, personnage déjà jouable dans le premier jeu de la série. Hawk se bat avec des armes à feu ou en combat rapproché. Cette suite propose plus d'armes et des niveaux plus vastes, mais contrairement au premier opus, il n'y a qu'un seul personnage jouable, et pas de mode multijoueur.

### Médias externes
- [image] Face et dos de la pochette du jeu français sur Dreamcast.
- [PDF] (en) Manuel d'instructions de la version nord-américaine sur Dreamcast.